# ほんとの気持ち
「ほんとの気持ち」（ほんとのきもち）は、2003年7月23日に発売された松たか子の16枚目のシングル。発売元はユニバーサルJ。

## 解説
「ほんとの気持ち」は、小田和正から提供を受けた作品。この作品をきっかけに松と小田の交流が始まり、TBSテレビ系年末特番『クリスマスの約束』で共演が見られるようになった。
カップリング曲「home〜sweet home」は、アルバム『home grown』収録曲「home」の別ヴァージョン。

## 収録曲
1. ほんとの気持ち
  - 作詞・作曲・編曲:小田和正
2. home〜sweet home
  - 作詞:松たか子、作曲・編曲:佐橋佳幸
3. ほんとの気持ち（Instrumental）